# Івановицька сільська рада
Івановицька сільська рада — колишня адміністративно-територіальна одиниця та орган місцевого самоврядування у Черняхівському, Володарсько-Волинському (Володарському), Житомирському і Пулинському (Червоноармійському) районах Волинської округи, Київської й Житомирської областей Української РСР та України з адміністративним центром у с. Івановичі.

## Населені пункти
Сільській раді були підпорядковані населені пункти:
- с. Івановичі

## Населення
Кількість населення ради, станом на 1923 рік, становила 2 591 особу, кількість дворів — 522, у 1924 році — 2 605 осіб.
Відповідно до результатів перепису населення СРСР, кількість населення ради, станом на 12 січня 1989 року, становила 1 397 осіб.
Станом на 5 грудня 2001 року, відповідно до перепису населення України, кількість мешканців сільської ради становила 1 219 осіб.

## Склад ради
Рада складалася з 16 депутатів та голови.

## Керівний склад сільської ради
| ПІБ                   | Основні відомості                                                               | Дата обрання | Дата звільнення |
| --------------------- | ------------------------------------------------------------------------------- | ------------ | --------------- |
| Сак Петро Аркадійович | Сільський голова, 1958 року народження, освіта, безпартійний                    | 26.03.2006   | 31.10.2010      |
| Сак Петро Аркадійович | Сільський голова, 1958 року народження, освіта середня спеціальна, безпартійний | 31.10.2010   |                 |

Примітка: таблиця складена за даними джерела

## Історія
Створена 1923 року в складі с. Івановичі та колонії Івановичі Пулинської волості Житомирського повіту Волинської губернії. 12 січня 1924 року, відповідно до рішення Волинської ГАТК (протокол № 6/1 «Про зміни округів, районів і сільрад»), кол. Івановичі передано до складу новоствореної Окілківської сільської ради Черняхівського району Житомирської (згодом — Волинська) округи.
Станом на 1 вересня 1946 року та 1 січня 1972 року сільська рада входила до складу Червоноармійського району Житомирської області, на обліку в раді перебувало с. Івановичі.
2 вересня 1954 року, відповідно до рішення Житомирського облвиконкому № 1087 «Про перечислення населених пунктів в межах Житомирської області», до складу ради передано с. Фльорівка Червоноармійської сільської ради. 29 червня 1960 року, відповідно до рішення Житомирського облвиконкому № 683 «Про об'єднання деяких населених пунктів в районах області», с. Фльорівка приєднане до с. Івановичі. Раду ліквідовано 11 жовтня 1960 року, відповідно до рішення Житомирського ОВК № 1054 «Про об'єднання деяких сільських рад Червоноармійського р-н», територію та с. Івановичі приєднано до складу Червоноармійської сільської ради Червоноармійського району. Відновлена 17 червня 1964 року в складі сіл Буряківка та Івановичі Червоноармійської сільської ради Житомирського району. 10 березня 1966 року, відповідно до рішення ЖОВК № 126 «Про утворення сільських рад та зміни в адміністративному підпорядкуванні деяких населених пунктів області», с. Буряківка передане до складу Червоноармійської сільської ради Червоноармійського району.
Припинила існування 16 листопада 2017 року через об'єднання до складу Пулинської селищної територіальної громади Пулинського району Житомирської області.
Входила до складу Черняхівського (7.03.1923 р., 17.10.1935 р.), Пулинського (Червоноармійського, 21.08.1924 р., 1941 р., 8.12.1966 р.), Володарсько-Волинського (Володарського, 3.06.1930 р.) та Житомирського (17.06.1964 р.) районів.